# 에디스 헤드

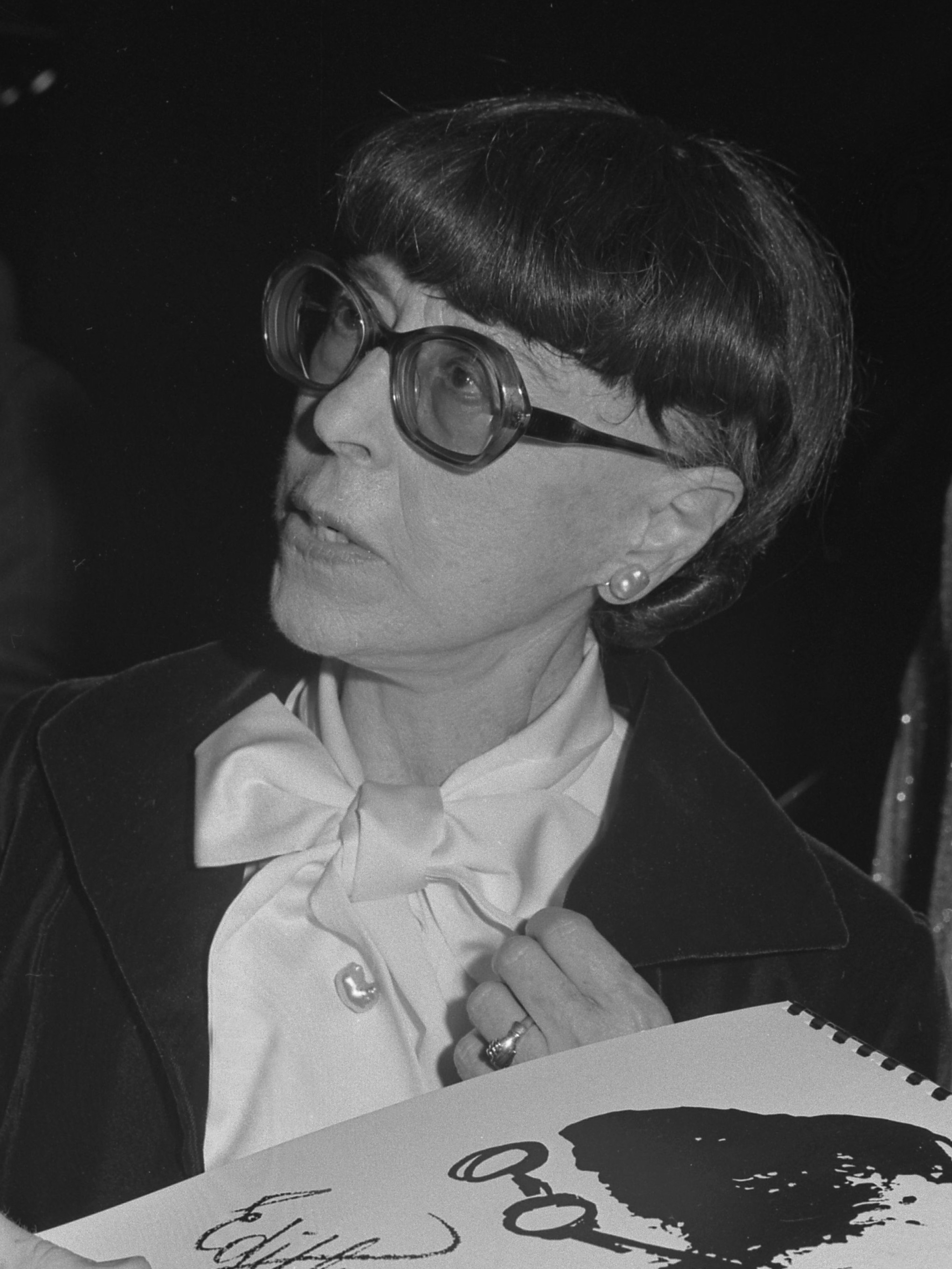

에디스 헤드(Edith Head, 1897년 10월 28일 ~ 1981년 10월 24일)는 미국의 의상 디자이너이다. 아카데미 의상상 부문에서 1949년부터 1972년까지 8개의 아카데미상을 수상했으며 아카데미 사상 가장 많이 수상한 여성이다.

## 참여 작품
- 다이아몬드 릴
- 허리케인 (1937년 영화)
- 설리반의 여행
- 레이디 이브
- 볼 오브 파이어
- 이중 배상
- 오명 (1946년 영화)
- 농부의 딸
- 이브의 모든 것 (영화)
- 사랑아 나는 통곡한다 (1949년 영화)
- 삼손과 데릴라 (1949년 영화)
- 선셋 대로 (영화)
- 젊은이의 양지 (1951년 영화)
- 생의 애욕
- 로마의 휴일
- 사브리나 (1954년 영화)
- 파리의 연인 (1957년 영화)
- 티파니에서 아침을
- 우주 전쟁 (1953년 영화)
- 이창 (영화)
- 나는 결백하다
- 화이트 크리스마스 (영화)
- 루이자의 선택
- 나는 비밀을 알고 있다 (1956년 영화)
- 십계 (1956년 영화)
- 검찰 측 증인
- 디자이닝 우먼
- 애수의 여로
- 현기증 (1958년 영화)
- 도리스 데이
- 그레이트 레이스
- 새 (영화)
- 마니 (영화)
- 찢어진 커튼
- 맨발 공원
- 토파즈 (1969년 영화)
- 화이트 크리스마스 (영화)
- 나는 결백하다
- 리버티 벨런스를 쏜 사나이
- 하타리 (영화)
- 서부의 4형제
- 엘도라도 (1966년 영화)
- 죽은자는 체크무늬를 입지 않는다
- 블루 하와이